# Party Animals (album)
Pour les articles homonymes, voir Party Animals.
Albums de Turbonegro
Scandinavian Leather
Party Animals est le septième album du groupe norvégien Turbonegro réalisé en avril 2005. Il fut produit sur le label sœur d'Epitaph, Burning Hearts Records.
Mixé entre Oslo et Los Angeles, Nick Oliveri du groupe Queens of the Stone Age fait une apparition sur l'album.

## Liste des chansons
1. "Intro: The Party Zone" – 1:58
2. "All My Friends Are Dead" – 2:36
3. "Blow Me (Like the Wind)" – 3:16
4. "City of Satan" – 5:42
5. "Death From Above" – 3:03
6. "Wasted Again" – 3:07
7. "High on the Crime" – 3:19
8. "If You See Kaye (Tell Her I L-O-V-E Her)" – 2:59
9. "Stay Free" – 3:45
10. "Babylon Forever" – 4:52
11. "Hot Stuff/Hot Shit" – 4:00
12. "Final Warning" – 2:33
13. "My Name is Bojan Milankovic" – 4:29

## Membres du groupe
- Hank Von Helvete - chant
- Euroboy - guitare solo, piano
- Rune Rebellion – guitare rythmique
- Pål Pot Pamparius – Synthétiseur, Guitare
- Happy-Tom – basse
- Chris Summers - batterie